# Peroara sylvestris
Peroara sylvestris är en fjärilsart som beskrevs av William Schaus 1906. Peroara sylvestris ingår i släktet Peroara och familjen tandspinnare. Inga underarter finns listade i Catalogue of Life.